# Discografia de Angélica
A discografia de Angélica, uma apresentadora, atriz e cantora pop brasileira, compreende treze álbuns de estúdio, uma trilha sonora e sete coletâneas em trinta anos de carreira. Durante a carreira musical, integrou como contratada em três grandes gravadoras: CBS Records, Columbia Records e Universal Music, sendo que todos os álbuns de seu período na CBS, ganharam pelo menos um disco de ouro. A maioria de seus discos eram pensados para juntar-se à trilha de seus programas de TV na época com foco no público infantil e adolescente deixando esse gênero no começo dos anos 2000, logo não quis mais cantar.
Na carreira musical, Angélica mesclou os segmentos infantil e pop romântico. Seus discos (sobretudo os do início da carreira) foram divulgados em programas de várias emissoras como TV Globo, SBT, Rede Record, CNT/Gazeta e na Rede Manchete. "Vou de Táxi" é o primeiro single lançado por Angélica, resultado de seu primeiro trabalho musical, o álbum homônimo Angélica. Com influência infantil e pop, foi produzido por Marco Mazzola e é recorde em vendagens em sua carreira de cantora.
No início da década de 90, tornou-se a artista feminina com o maior número de shows realizados pelo Brasil e com recordes de público. Foi a primeira artista nacional a inaugurar seus shows com microfone livre. Em 1991, lançou seu quarto disco homônimo, Angélica, por intermédio da Sony, e fez sucesso com a música "Amor Amor" e "Algodão Doce e Guaraná". No ano de 1992, os singles "Quis Fazer Você Feliz", com a participação do grupo Roupa Nova, e o hit "Blue Jeans", do seu quinto álbum, garantem respectivos sucessos. Em 1993, após migrar para o SBT, a cantora lança Meu Jeito de Ser, rendendo o sucesso "Flecha de Amor", composto por Evandro Mesquita e Vinicius Cantuária.
No ano de 1999, a música "Vou de Táxi" foi relançada com uma nova roupagem para o álbum Angel Hits & Amigos, com a participação da dupla Claudinho & Buchecha. O álbum também rendeu o sucesso do single "Meu Herói", com a participação do amigo Rodrigo Faro. Em 2001, a apresentadora decidiu lançar seu décimo terceiro e último trabalho musical, Angélica, por intermédio da Universal Music. O álbum traz um amadurecimento na voz e na imagem de Angélica; diferente dos outros, esse disco não foi pensando para apresentações em seus programas. Contendo doze faixas, houve destaque para o single "Se A Gente Se Entender", uma versão da canção "Linger" banda The Cranberries.
Em 2015, após anos afastada da música, aceita o convite do grupo Roupa Nova para participar do projeto Todo Amor do Mundo, na faixa "Você, o Surf e Eu".

## Álbuns

### Álbuns de Estúdio
| Álbum               | Detalhes                                                                                   | Vendas        | Certificações  |
| ------------------- | ------------------------------------------------------------------------------------------ | ------------- | -------------- |
| Angélica            | - Lançamento: 1988 - Formatos: LP, K7 - Gravadora: CBS                                     | - : 1.200.000 | - : 2× Platina |
| Angélica            | - Lançamento: 1989 - Formatos: CD, LP, K7 - Gravadora: CBS                                 | - : 800.000   | - : 2× Platina |
| Angélica            | - Lançamento: 20 de julho de 1990 - Formatos: CD, LP, K7 - Gravadora: CBS                  | - : 500.000   | - PMB: Ouro    |
| Angélica            | - Lançamento: 1991 - Formatos: CD, LP, K7, download digital - Gravadora: Columbia          | - : 100.000   | - PMB: Ouro    |
| Angélica            | - Lançamento: Junho de 1992 - Formatos: CD, LP, K7, download digital - Gravadora: Columbia | - : 100.000   | - PMB: Ouro    |
| Meu Jeito de Ser    | - Lançamento: 1993 - Formatos: CD, LP, K7, download digital - Gravadora: Columbia          | - : 350.000   | - PMB: Ouro    |
| Angélica            | - Lançamento: 1994 - Formatos: CD, LP, K7, download digital - Gravadora: Columbia          |               | - PMB: Ouro    |
| Angélica            | - Lançamento: 1995 - Formatos: CD, LP, K7, download digital - Gravadora: Columbia          | - : 120.000   | - : Ouro       |
| Angélica            | - Lançamento: 1996 - Formatos: CD, K7, download digital - Gravadora: Columbia              | - : 160.000   | - : Ouro       |
| Angélica            | - Lançamento: 1997 - Formatos: CD, K7, download digital - Gravadora: Columbia              | - : 300.000   | - : Platina    |
| Angélica            | - Lançamento: 1998 - Formatos: CD, download digital - Gravadora: Columbia                  | - : 150.000   | - : Ouro       |
| Angel Hits & Amigos | - Lançamento: 9 de outubro de 1999 - Formatos: CD, download digital - Gravadora: Sony      |               |                |
| Angélica            | - Lançamento: 2001 - Formatos: CD, download digital - Gravadora: Universal                 |               |                |

### Trilhas sonoras
| Álbum            | Detalhes                                                                                 |
| ---------------- | ---------------------------------------------------------------------------------------- |
| Zoando na TV     | - Lançamento: 12 de fevereiro de 1999 - Formatos: CD, download digital - Gravadora: Sony |
| Um Show de Verão | - Lançamento: 14 de maio de 2004 - Formatos: CD, download digital - Gravadora: Sony      |

### Coletâneas
| Álbum                              | Detalhes                                                                                           |
| ---------------------------------- | -------------------------------------------------------------------------------------------------- |
| Os 14 Grandes Sucessos de Angélica | - Lançamento: 2 de fevereiro de 1996 - Formato: LP, K7, CD, download digital - Gravadora: Columbia |
| As Melhores                        | - Lançamento: 30 de janeiro de 1997 - Formato: CD, download digital - Gravadora: Sony              |
| Os Maiores Sucessos de Angélica    | - Lançamento: 30 de agosto de 1997 - Formato: CD, download digital - Gravadora: Sony               |
| Brilhantes                         | - Lançamento: 20 de outubro de 1999 - Formato: CD, download digital - Gravadora: Sony              |
| 21 Grandes Sucessos                | - Lançamento: 19 de março de 2000 - Formato: CD, download digital - Gravadora: Sony                |
| As Melhores: Segunda Edição        | - Lançamento: 10 de maio de 2000 - Formato: CD, download digital - Gravadora: Sony                 |
| Angélica                           | - Lançamento: 22 de fevereiro de 2002 - Formato: CD, download digital - Gravadora: Sony            |

### Álbuns Especiais/ Promocionais
| Ano  | Título                      |                                                                     |
| ---- | --------------------------- | ------------------------------------------------------------------- |
| 1989 | Angélica                    | K7 com seis músicas era um brinde junto com a 1ª boneca da Angélica |
| 1997 | Angélica AVON Teen Buterfly | CD promocional da Linha de Cosméticos                               |
| 1997 | Angélica Especial           | Box com o CD Maiores Sucessos e Angélica 97                         |
| 2002 | Angélica                    | CD promocional junto da Revista: Angélica - 15 Anos de Festa!       |

### Álbuns de vídeo
| Ano  | Título                          |
| ---- | ------------------------------- |
| 1996 | Fique em Forma com Angélica     |
| 1996 | Faça Step com Angélica          |
| 2006 | Xuxa 20 Anos                    |
| 2016 | Roupa Nova - Todo Amor do Mundo |

## Singles

### Como artista principal
| Título                                     | Ano  | Álbum               |
| ------------------------------------------ | ---- | ------------------- |
| "Vou de Táxi"                              | 1988 | Angélica            |
| "Eu Não Sabia Que Você Existia"            | 1988 | Angélica            |
| "Primeiro Amor"                            | 1988 | Angélica            |
| "Eu Digo Sim"                              | 1988 | Angélica            |
| "Tic Tac"                                  | 1989 | Angélica            |
| "Coração Encantado"                        | 1989 | Angélica            |
| "Toda Molhada de Chuva"                    | 1989 | Angélica            |
| "Me Dá Um Beijinho" (part. Kaoma)          | 1990 | Angélica            |
| "Ooh La La (Eu Vou Ganhar Você)"           | 1990 | Angélica            |
| "C'est La Vie"                             | 1990 | Angélica            |
| "Amor Amor"                                | 1991 | Angélica            |
| "Quando Você Chegar"                       | 1991 | Angélica            |
| "Quis Fazer Você Feliz" (part. Roupa Nova) | 1992 | Angélica            |
| "Blue Jeans"                               | 1992 | Angélica            |
| "Flecha de Amor"                           | 1993 | Meu Jeito de Ser    |
| "Ponto Forte"                              | 1993 | Meu Jeito de Ser    |
| "Meu Jeito de Ser"                         | 1994 | Meu Jeito de Ser    |
| "Saudade"                                  | 1994 | Angélica            |
| "Vou Ficar"                                | 1995 | Angélica            |
| "Apaixonados"                              | 1996 | Angélica            |
| "Sem Você" (part. Netinho)                 | 1996 | Angélica            |
| "Big Bom"                                  | 1996 | Angélica            |
| "Ciume"                                    | 1997 | Angélica            |
| "Toque de Magia" (part. Chayanne)          | 1997 | Angélica            |
| "Meu Herói" (part. Rodrigo Faro)           | 1999 | Angel Hits & Amigos |
| "Se a Gente se Entender"                   | 2001 | Angélica            |

### Como artista convidada
| Título                                | Ano  | Álbum  |
| ------------------------------------- | ---- | ------ |
| "As Palavras" (Dominó part. Angélica) | 1988 | Dominó |

## Outras aparições
| Canção                                                        | Ano  | Outro(s) artista(s) | Álbum                            |
| ------------------------------------------------------------- | ---- | ------------------- | -------------------------------- |
| "As Palavras"                                                 | 1988 | Dominó              | Dominó                           |
| "As Palavras"                                                 | 1989 | Dominó              | Hits                             |
| "Eu Digo Sim"                                                 | 1989 | —                   | Viva a Noite                     |
| "Primeiro Amor"                                               | 1989 | —                   | Festinha do Barulho              |
| "Luz do Caminho"                                              | 1990 | Vários Artistas     | Se Essa Rua Fosse Minha (EP)     |
| "Magia"                                                       | 1994 | —                   | Radio Hits 3                     |
| "A Festa da Patchanga"                                        | 1996 | —                   | Bailando Salsa & Merengue        |
| "Música Suave"                                                | 1997 | Roberto Carlos      | Roberto Carlos                   |
| "Magia do Amor" "Além da Eternidade" "Tudo se Faz Pelo Amigo" | 1998 | —                   | A Princesa Encantada 2           |
| "Terra do Nunca"                                              | 1998 | —                   | Era uma vez...                   |
| "Meu Namorado" "Meus Amores da Televisão"                     | 1999 | —                   | Zoando na TV                     |
| "Digimon" "Eu te Amo" "Bambuluá"                              | 2000 | —                   | Bambuluá                         |
| "A Magia do Amor"                                             | 2001 | —                   | Xuxa e os Duendes                |
| "Um show de Verão" "O Show tem que continuar: "Futuro Azul"   | 2004 | —                   | Um show de verão                 |
| "Você, o Surf e Eu (Surfer Girl)"                             | 2016 | Roupa Nova          | Todo Amor do Mundo               |
| "Só de Você"                                                  | 2021 | —                   | Sem álbum                        |
| "A Cor da Amizade"                                            | 2025 | Xuxa                | Xuxa Só para Baixinhos 14: Cores |

## Videoclipes
| Ano  | Música                                        | Direção/Observação                                              |
| ---- | --------------------------------------------- | --------------------------------------------------------------- |
| 1988 | "As Palavras (part. Angélica)" - Grupo Dominó | Exibido no filme "Os Heróis Trapalhões - Uma Aventura na Selva" |
| 1988 | "Vou de Táxi"                                 | Paulo Trevisan/2ª versão exibida no "Fantástico"                |
| 1989 | "Toda Molhada de Chuva"                       |                                                                 |
| 1990 | "Angelical Touch"                             | Exibido no filme "Uma Escola Atrapalhada"                       |
| 1990 | "Oh la la (Eu vou ganhar você)"               |                                                                 |
| 1990 | "Me Dá um Beijinho (part. Kaoma)"             |                                                                 |
| 1992 | "Quis Fazer Você Feliz (part. Roupa Nova)"    | 2ª versão exibida no "Fantástico"                               |
| 1993 | "Flecha de Amor"                              | Exibido no canal "MTV Brasil"                                   |
| 1994 | "A Dança do Saci Pererê"                      |                                                                 |
| 1995 | "Sonhos (part. Latino)"                       |                                                                 |
| 1996 | "Apaixonados (part. Maurício Mattar)"         |                                                                 |
| 1997 | "Ciúmes"                                      | Exibido no "Fantástico"                                         |
| 1998 | "Palavrinhas Mágicas"                         |                                                                 |
| 1998 | "Amigos"                                      |                                                                 |
| 1998 | "Não Chore Assim"                             |                                                                 |
| 1998 | "Ginástica"                                   |                                                                 |
| 1998 | "Amor de Fada"                                |                                                                 |
| 1998 | "Terra do Nunca"                              | Tema das crianças da novela "Era uma vez"                       |
| 1999 | "Meu Herói (part. Rodrigo Faro)"              |                                                                 |
| 1999 | "Vou de Táxi (part. Claudinho e Buchecha)"    |                                                                 |
| 1999 | "O Sal da Terra (part. Jota Quest)"           |                                                                 |
| 1999 | "Boogie Oogie Oogie (part. Edson Cordeiro)"   |                                                                 |
| 1999 | "Sorte (part. Maurício Mattar)"               |                                                                 |
| 1999 | "Magia" (1994)                                | Exibido no "Angel Mix Férias"                                   |
| 1999 | "Calendário" (1996)                           | Exibido no "Angel Mix Férias"                                   |
| 1999 | "Amor Animal" (1997)                          | Exibido no "Angel Mix Férias"                                   |
| 2000 | "Digimon"                                     | Tema do desenho "Digimon"                                       |
| 2001 | "Se a Gente se Entender"                      | Monique Gardemberg e Preta Gil                                  |
| 2016 | "Você, o Surf e Eu (Surfer Girl)"             | Exibido no canal do YouTube do Roupa Nova                       |
| 2025 | "A cor da Amizade"                            | Exibido no canal do YouTube da Xuxa                             |